# Zanfigué
Zanfigué è un comune rurale del Mali facente parte del circondario di Koutiala, nella regione di Sikasso.
Il comune è composto da 11 nuclei abitati:
- Bobola-Zangasso (centro principale)
- Bombala
- Djébé
- Doubaniana
- Gouandara
- Karangassodeni
- Niégouana
- Nintiorosso
- Sogouasso
- Soukosso
- Tiontiéri